# Кортні (Британська Колумбія)
 Кортні (англ. Courtenay) — місто з площею 29,38 км² в провінції Британській Колумбії у Канаді, на острові Ванкувер.
Місто налічує 24 099 мешканців (2011 р.) з густотою населення 820,2 ос./км² і знаходиться на висоті 13 м над рівнем моря.